# Марія Луїза Іспанська
Марія Луїза Іспанська (ісп. María Luisa, нім. Maria Ludovika; 24 листопада 1745 — 15 травня 1792) — імператорка Священної Римської імперії, королева Німеччини, Богемії й Угорщини, Велика Герцогиня Тосканська як дружина Леопольда II, імператора Священної Римської імперії.

## Біографія

### Ім'я
Завдяки своєму батькові, Карлу III, королю Іспанії, що зайняв трон королівства Неаполітанського та Сицилійського у 1735, її назвали Марія Луїза Неаполітанська та Сицилійська. Коли її батько став королем після смерті свого дядька, Фердинанда VI, в 1759 році, вона стала називатися принцеса Марія Луїза Іспанська. Вона також мала титул Королівської високості.

### Іспанська інфанта
Марія Луїза народилася в Портічі, в Кампанії, в літньому палаці своїх батьків, Карла, короля Неаполя і Сицилії, і Марії Амалії Саксонської. Вона була п'ятою дочкою та другою дитиною, що вижила, у своїх батьків.
Її батько, майбутній Іспанський Карл III, став королем Неаполя та Сицилії в 1735 році після окупації іспанцями у війні за польську спадщину. Після того, як її батько став королем Іспанії після смерті її зведеного дядька, Фердинанда VI Іспанського, у 1759 році, вона стала відома як Марія Луїза Іспанська, і вона переїхала з родиною до Іспанії.

### Герцогиня Тосканська
16 лютого 1764 р. вона була заручена в Мадриді з ерцгерцогом Петером Леопольдом, другим сином Франца I, імператора Священної Римської імперії, і спадкоємцем трону великого герцогства Тосканського. Наступного року, 5 серпня 1765 року, вона вийшла за нього заміж в Інсбруку. З нагоди весільних урочистостей у цьому місті було споруджено тріумфальну арку. За 21 рік життя, з 1767 по 1788, Марія Луїза народила своєму чоловікові 16 дітей, з яких усі, крім двох, дожили до повноліття.
Через кілька днів смерть імператора Франца зробила чоловіка Марії Луїзи герцогом Тосканським, і наречені переїхали до Флоренції, де  проживуть наступні 25 років.
У 1790 році після смерті бездітного брата Петера Леопольда, Йосипа II, імператора Священної Римської імперії, чоловік Марії Луїзи успадкував землі Габсбургів у центральній Європі, і незабаром був обраний імператором Священної Римської імперії. Взявши ім'я Леопольд II, новий імператор переїхав зі своєю родиною до Відня, де Марія Луїза увійшла в роль дружини імператора. Леопольд помер майже через два роки, 1 березня 1792 року. Марія Луїза пішла за чоловіком менш ніж через три місяці, не доживши трохи до того моменту, коли її старший син Франц став імператором Священної Римської імперії.

## Родина
Чоловік — Леопольд II, імператор Священної Римської імперії
Діти:
- Марія Терезія Жозефіна Шарлотта Йоганна (1767-1827) — вийшла заміж за Антона, короля Саксонії;
- Франц Йосип Карл (1768-1835) — став імператором Священної Римської Імперії як Франц II, пізніше першим імператором Австрії як Франц I;
- Фердинанд Йосип Йоган Баптист (1769-1824) — успадкував трон батька герцогства Тоскани;
- Марія Анна (1770-1809) — абатиса терезіанського монастиря в Празі;
- Карл Людвіг Йоганн Йосип Лоренц (1771-1847) — став відомим генералом у роки революційних та наполеонівських воєн;
- Олександр Леопольд Йоганн Йосип (1772-1795) — став Палатином Угорщини;
- Альберт — (1773-1774);
- Максиміліан — (1774-1778);
- Йосип Антон Йоганн (1776-1847) — став Палатином Угорщини після смерті свого брата;
- Марія Клементіна Йосипа Йоганна Фіделіс (1777-1801) — вийшла заміж за кузена Франциска, герцога Калабрійського, що пізніше став Франциском I, королем обох Сицилій;
- Антон Віктор (1779-1835) — став архієпископом Кельна і пізніше Великим магістром Тевтонського ордена
- Марія Амалія (1780-1798);
- Йоган (1782-1859) — генерал і пізніше імперський намісник (імперський вікарій) Німецької імперії;
- Райнер Йосип Йоган Михайло Франц Ієронімус (1783-1853) — став віце-королем Ломбардо-Венеційського королівства;
- Людвіг Йосип Антон Йоганн (1784-1864) — фактично регент Австрійської імперії за правління його хворого племінника Фердинанда I;
- Рудольф Йоганн Йосип Рейнер (1788-1831) — архієпископ Оломоуца та кардинал Римської католицької церкви.